# Menjamel coronat
El menjamel coronat (Gliciphila melanops) és un ocell de la família dels melifàgids (Meliphagidae) i única espècie del gènere Gliciphila Swainson, 1837.

## Hàbitat i distribució
Viu als matolls del sud-oest d'Austràlia Occidental, a la llarga de la costa, des del nord-est de Nova Gal·les del Sud cap al sud fins l'est i sud de Victòria i, cap a l'oest fins al sud-est d'Austràlia Meridional, incloent l'illa dels Cangurs, Tasmània, King i Flinders.